# Tiolo S-metiltransferasi
La tiolo S-metiltransferasi è un enzima appartenente alla classe delle transferasi, che catalizza la seguente reazione:
S-adenosil-L-metionina + un tiolo ⇄ S-adenosil-L-omocisteina + a tioetere
Il H2S ed una varietà di tioli alchilici, arilici, eterociclici ed idrossilici possono essere usati come accettori